# Kràsnaia Gorà (Briansk)
|  | Per a altres significats, vegeu «Kràsnaia Gorà». |

Kràsnaia Gorà (en rus: Красная Гора) és un poble (un possiólok) de l'óblast de Briansk, a Rússia, segons el cens del 2021 tenia 5.504 habitants. És el centre administratiu del districte (raion) de Krasnogorski.